# Autostrada A21racc
Die Autostrada A21racc (italienisch für ‚Autobahn A21racc‘), auch Raccordo autostradale Ospitaletto-Montichiari genannt, ist ein Autobahnzubringer in der italienischen Region Lombardei. Der Raccordo ist Bestandteil des neuen Verkehrsprojektes in der Lombardei, zu dem auch der BreBeMi gehört, der Mailand direkt mit Brescia verbindet, sowie der TEM, der neuen östlichen Umfahrung Mailands.

## Das Projekt
Die Region Lombardei errichtete in den 1970er Jahren eine vierspurig ausgebaute Straße, die im Norden der Stadt Brescia beginnt und in weitem Bogen über die Gemeinden Gussago sowie Ospitaletto bis zur Ortschaft Fenili Belasi führt. Diese Straße ist heute als Strada Provinciale 19 (Provinzstraße) klassifiziert.
Der neue Autobahnzubringer wird genau an der Trasse der SP 19 errichtet, die in diesem Zusammenhang ausgebaut wird. Das noch fehlende Stück bis zur Autobahn A21 wurde neu errichtet.
Der neue Raccordo ist – wie auch die anderen Autobahnzubringer in Italien – mautfrei. Die gesamte Strecke besteht aus zwei Fahrstreifen mit Standstreifen.
Die Bauarbeiten begannen im Januar 2009. Der Raccordo wurde von der italienischen Autobahngesellschaft Centropadane S.p.A errichtet.